# スリーデーパス
スリーデーパスは、東日本旅客鉄道（JR東日本）が発売していた、期間指定でJR東日本全線とJR北海道線一部区間、東北地方・関東地方・静岡県の一部私鉄・第三セクター線が乗り放題となる特別企画乗車券（トクトクきっぷ）である。2012年度をもって販売を終了し、2013年度からは三連休乗車券へ移行した。 

## 概要
2009年度まで発売されていた三連休パスの後継として、2010年度から2012年度まで発売が行われていたフリー乗車券である。
三連休パスと同様に、毎年7月から次の年の3月までの次のようなケースの日に限って販売していた。
- 暦（カレンダー）の上で3連休となる日
  - 土曜・日曜・月曜の祝日（ハッピーマンデー制度に該当する日、月曜日に祝日がある、振替休日）
  - 金曜の祝日・土曜・日曜
- 木曜あるいは火曜が祝日で平日の金曜あるいは月曜をはさむ木・金・土、金・土・日あるいは土・日・月、日・月・火

### 三連休パスからの変更点
- 運賃のみ有効の乗車券となり、価格が見直された。その代わり、特急（新幹線を含む）や急行、指定席を利用する際には、別に料金券等を購入する必要が生じるようになった。ただし奥羽本線の新青森駅 - 青森駅間、津軽海峡線の蟹田 - 木古内間の相互発着の場合に限り、追加料金なしで特急列車の普通車自由席に乗車できる。
- 中高生を対象とした学割料金が廃止された。
- 利用開始日当日の購入が可能になった。
- 江差線木古内 - 江差間も利用できるようになった。

## フリーエリア
フリーエリアは2009年度限りで発売を終了した三連休パスとほぼ同じである。
- 東日本旅客鉄道：全線
- 北海道旅客鉄道：津軽海峡線（海峡線・江差線・函館本線）中小国駅 - 函館駅間、江差線木古内駅 - 江差駅間
- 青い森鉄道線：全線
- IGRいわて銀河鉄道いわて銀河鉄道線：全線
- 北越急行ほくほく線：全線
- 伊豆急行線：全線
- 三陸鉄道：全線
- 富士急行線：全線

※東海道新幹線や上記以外の鉄道会社は利用できない。

## 発売期間と有効期限
- 発売期間：指定された利用開始日の1ヶ月前から利用開始日当日まで。
- 使用期間：週末とその前後（金曜日もしくは月曜日）の国民の祝日の、連続した休日3日間（金・土・日または土・日・月）。
  - 木曜日や火曜日に祝日が入る場合、平日となる金曜日や月曜日を含んだ3日間（木・金・土または日・月・火）が設定されることがあった。
- 2010年度の設定期間（【】内は発売期間）
  - 2010年7月17日 - 19日【6月17日 - 7月17日】
  - 9月18日 - 20日【8月18日 - 9月18日】
  - 9月23日 - 25日【8月23日 - 9月23日】
  - 9月24日 - 26日【8月24日 - 9月24日】
  - 10月9日 - 11日【9月9日 - 10月9日】
  - 11月20日 - 22日【10月20日 - 11月20日】
  - 11月21日 - 23日【10月21日 - 11月21日】
  - 12月23日 - 25日【11月23日 - 12月23日】
  - 12月24日 - 26日【11月24日 - 12月24日】
  - 2011年1月8日 - 10日【2010年12月8日 - 2011年1月8日】
  - 2月11日 - 13日【1月11日 - 2月11日】
  - 3月19日 - 21日【2月19日 - 3月19日】
- 2011年度の設定期間
  - 9月17日 - 19日【8月17日 - 9月17日】
  - 9月23日 - 25日【8月23日 - 9月23日】
  - 10月8日 - 10日【9月8日 - 10月10日】
  - 11月3日 - 11月5日【10月3日 - 11月3日】
  - 11月4日 - 11月6日【10月4日 - 11月4日】
  - 12月23日 - 12月25日【11月23日 - 12月23日】
  - 2011年1月7日 - 9日【2010年12月7日 - 2011年1月7日】
  - 3月17日 - 19日【2月17日 - 3月17日】
  - 3月18日 - 20日【2月18日 - 3月18日】
- 2012年度の設定期間
  - 7月14日 - 16日【6月14日 - 7月14日】
  - 9月15日 - 17日【8月15日 - 9月15日】
  - 10月6日 - 8日【9月6日 - 10月6日】
  - 11月23日 - 11月25日【10月23日 - 11月23日】
  - 12月22日 - 12月24日【11月22日 - 12月22日】
  - 2013年1月12日 - 14日【2012年12月12日 - 2013年1月12日】
  - 2月9日 - 11日【1月9日 - 2月9日】

## 価格
- 大人 13,000円
- 小児 4,000円